# John Earle (Politiker)

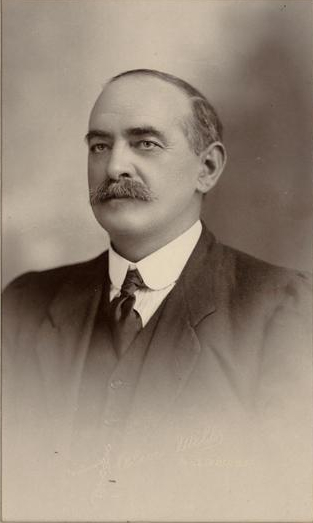
John Earle

John Earle (* 15. November 1865 in Bridgewater, Tasmanien; † 6. Februar 1932 in Kettering, Tasmanien) war ein australischer Politiker der Australian Labor Party (ALP), der vom 20. bis zum 27. Oktober 1909 sowie erneut zwischen 1914 und 1916 Premierminister von Tasmanien war. Er war damit der erste Premierminister Tasmaniens von der Labor Party.

## Leben
Earle wurde als Kandidat der Australian Labor Party am 29. März 1906 im Wahlkreis Waratah erstmals zum Mitglied des Repräsentantenhauses (Tasmanian House of Assembly), dem Unterhaus des tasmanischen Parlaments, gewählt. Nach der Auflösung dieses Wahlkreises kandidierte er bei den Wahlen am 30. April 1909 im Wahlkreis Franklin und vertrat diesen bis zu seinem Rücktritt am 1. März 1917 im Repräsentantenhaus.
Im Juni 1909 wurde er Oppositionsführer und übte diese Funktion bis zum 20. Oktober 1909 aus. Anschließend wurde er am 20. Oktober 1909 Nachfolger von Premierminister Elliott Lewis von den Konservativen, bekleidete dieses Amt jedoch nur eine Woche lang und wurde bereits am 27. Oktober 1909 von Elliott Lewis abgelöst, der nunmehr die aus der Anti-Socialist Party hervorgegangene Commonwealth Liberal Party (CLP) vertrat. Während seiner einwöchigen Amtszeit übernahm er auch das Amt des Generalstaatsanwalts (Attorney General) sowie des Bildungsministers (Minister for Education).
Anschließend war er von Oktober 1909 bis April 1914 wieder Oppositionsführer im Parlament. Bei den Wahlen vom 30. April 1912 kam die Commonwealth Liberal Party von Premierminister Lewis auf 40.252 Stimmen (54,48 Prozent) und erreichte 16 Sitze, während Earles Labor Party 33.634 Stimmen (45,52 Prozent) und 14 Sitze erhielt. 
Bei den darauf folgenden vorgezogenen Wahlen am 23. Januar 1913 gab es keine Veränderungen in der Sitzverteilung. Die CLP, nunmehr unter Premierminister Albert Solomon erzielte 36.157 Stimmen (52,58 Prozent) und 16 Sitze und die Labor Party 31.633 Stimmen (46 Prozent) und 14 Mandate im 30-köpfigen House of Assembly. 
Nachdem es im April 1914 zu einem Misstrauensvotum gegen Premierminister Solomon kam und der Gouverneur von Tasmanien, William Ellison-Macartney, eine neuerliche Parlamentsauflösung zur Durchführung vorgezogener Neuwahlen ablehnte, wurde Earle am 6. April 1914 zum zweiten Mal Premierminister und bekleidete dieses Amt bis zum 15. April 1916. Zugleich war er abermals auch Justizminister. Zuvor erzielte die Commonwealth Liberal Party 35.939 (48,23 Prozent) und die Labor Party 36.118 Stimmen (48,47 Prozent) bei den Wahlen vom 23. März 1916. Aufgrund des bestehenden Wahlrechts bekamen die Liberalen jedoch 15 Sitze und Labor 14 Mandate, während ein Sitz an einen Parteilosen ging. Daraufhin wurde Walter Lee erstmals Premierminister als Vorsitzender der Partei mit den meisten Sitzen.
Earle fungierte anschließend von April bis November 1916 wieder als Oppositionsführer, ehe er am 1. März 1917 auf sein Mandat verzichtete und für eine sechsjährige Amtszeit bis 1923 zum Mitglied des Australischen Senats gewählt wurde.